# Сент Лукас (Ајова)
Сент Лукас (енгл. St. Lucas) град је у америчкој савезној држави Ајова. По попису становништва из 2010. у њему је живело 143 становника.

## Демографија
Према попису становништва из 2010. у граду је живело 143 становника, што је -35 (-19.7%) становника више него 2000. године.
| Група             | 2000.        | 2010.        |
| Белци             | 178 (100.0%) | 143 (100.0%) |
| Афроамериканци    | 0 (0,0%)     | 0 (0,0%)     |
| Азијати           | 0 (0,0%)     | 0 (0,0%)     |
| Хиспаноамериканци | 0 (0,0%)     | 0 (0,0%)     |
| Укупно            | 178          | 143          |